# Tropidosteptes illitus
Tropidosteptes illitus är en insektsart som först beskrevs av Van Duzee 1921.  Tropidosteptes illitus ingår i släktet Tropidosteptes och familjen ängsskinnbaggar. Inga underarter finns listade i Catalogue of Life.